# Dorothea Dix
Dorothea Lynde Dix (ur. 4 kwietnia 1802 w Hampden, zm. 17 lipca 1887 w Trenton) − amerykańska pielęgniarka oraz rzeczniczka praw ludzi umysłowo chorych, podnosiła problem niewłaściwego traktowania ludzi obłąkanych, wskazała drogę późniejszej psychoterapii.

## Młodość
Początkowo Dorothea Dix wychowywała się w rodzinnym domu, gdzie musiała opiekować się niepełnosprawną matką oraz dwoma młodszymi braćmi. W wieku dwunastu lat wyjechała do Bostonu i zamieszkała u swojej majętnej babki. Ponieważ sprawiała problemy wychowawcze, musiała przenieść się do swojej babki stryjecznej w Worcester. Zaczęła tam zdradzać talenty pedagogiczne. Będąc samoukiem wiedzę zdobywała głównie w domu oraz na wykładach publicznych. W wieku czternastu lat prowadziła już własną szkołę dla małych dzieci. Oprócz roli nauczycielki w początkach swojej pracy próbowała swoich sił również jako guwernantka i pisarka. W wyniku przeciążenia ciągłą pracą zachorowała na gruźlicę i na polecenie lekarza w 1836 wyjechała do Anglii. Spędziła tam 18 miesięcy w posiadłości rodziny Rathbone w Liverpoolu. Umożliwiło jej to kontakt z głównymi brytyjskimi reformatorami społecznymi.

## Kariera zawodowa
Powróciwszy do USA i nie mogąc ze względu na stan zdrowia kontynuować zawodu nauczycielki, w roku 1841 rozpoczęła pracę z więźniarkami w szkółce niedzielnej w ośrodku penitencjarnym East Cambridge. Jej obserwacje na temat warunków przetrzymywania kobiet, szczególnie tych z zaburzeniami psychicznymi były przełomowym momentem jej życia. Rozpoczęła działalność mającą na celu poprawę losu tych kobiet. Wynikiem tego stało się organizowanie przez władze stanowe Massachusetts specjalnych instytucji dla osób obłąkanych. Jej działalność była również śledzona przez władze innych amerykańskich stanów. Rosnąca popularność sprawiła, że zlecono jej zadanie przygotowania reformy więziennictwa i szkół dla niewidomych.

## Późniejsza działalność
Po wybuchu wojny secesyjnej została mianowana przełożoną pielęgniarek w armii Unii. Zorganizowała nabór oraz szkolenie tysięcy pielęgniarek, tworząc Wojskowy Korpus Pielęgniarski. Pomimo konfliktów z wysokimi rangą wojskowymi z uwagi na jej wrogie nastawienie wobec kobiet – członkiń zakonów religijnych, pozostała na stanowisku do 1866. Koniec wojny skłonił ją do powrotu do działań reformatorskich w więziennictwie i szpitalnictwie. Działała do roku 1881.